# Baciccia Scano
Giovanni Battista Scano, detto Baciccia Scano (Cagliari, 28 dicembre 1895 – Cagliari, 12 gennaio 1980), è stato un pittore italiano, attivo in Sardegna nel XX secolo.

## Biografia
Originario di Cagliari, fu allievo del pittore toscano noto come "Citta". Scano si distinse per la sua produzione di arte sacra, in particolare affreschi e pitture murali. Lavorò prevalentemente in Sardegna, lasciando un’impronta importante nell’estetica religiosa dell’isola.

## Opere principali
Le sue opere sono tuttora visibili in numerose chiese dell'Isola.
Tra i suoi lavori più noti si annoverano:
- Gli affreschi nella Basilica di Sant'Elena Imperatrice a Quartu Sant'Elena, realizzati in collaborazione con Francesco Puddu tra il 1924 e il 1925 nella cupola e nel presbiterio, e nelle cappelle laterali tra il 1928 e il 1944.[1]

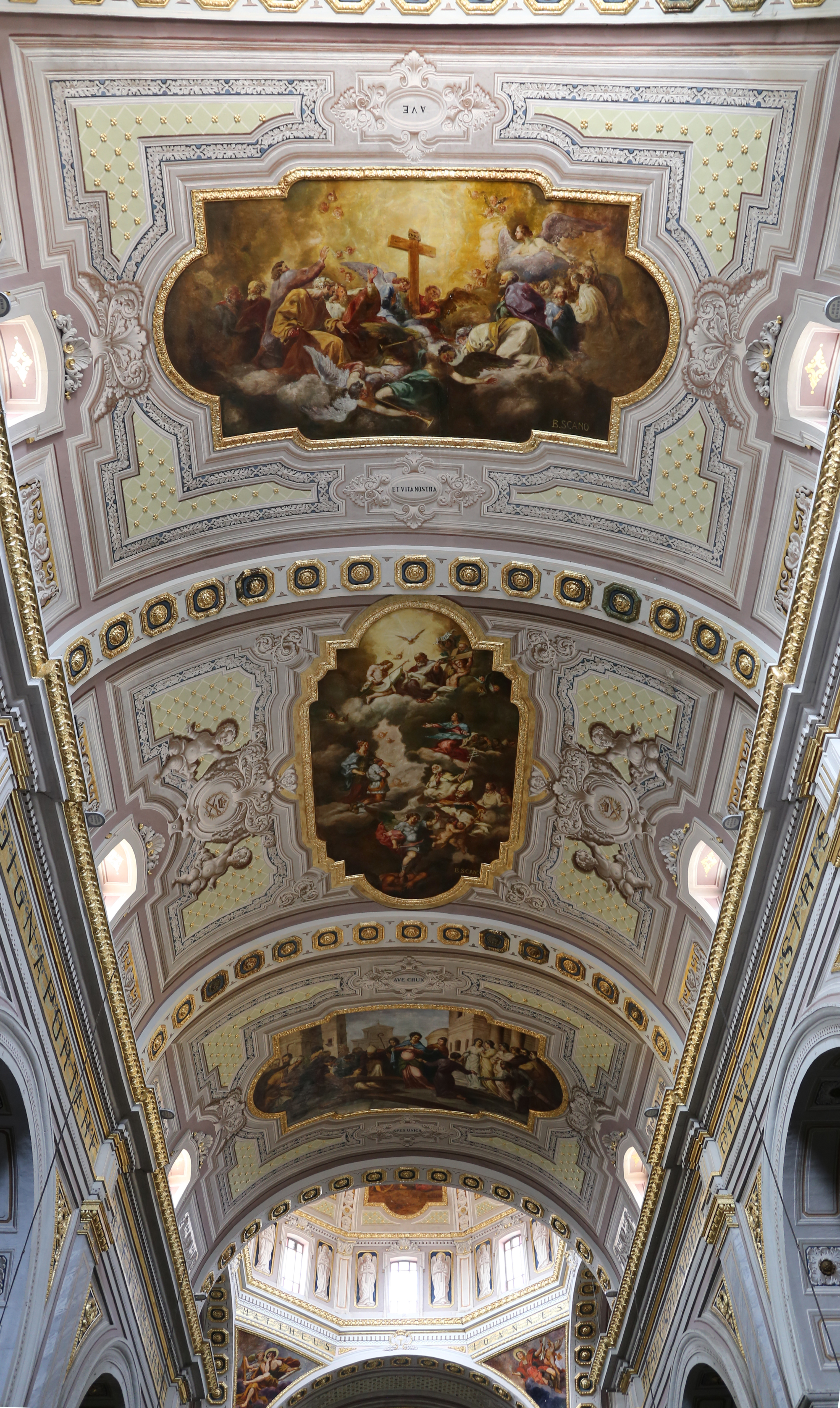
Gli affreschi della volta di Sant'Elena Imperatrice

- La decorazione del presbiterio della Chiesa di Sant’Efisio a Cagliari, eseguita nel 1957 e raffigurante la conversione del santo.
- Gli affreschi della Chiesa di San Bernardino da Siena a Mogoro, iniziati nel 1934, che coprono quasi interamente i soffitti.[2]
- Le pitture murali nella cappella dell’Istituto del Sacro Cuore a Cagliari, dove realizzò affreschi che valorizzavano la luce naturale limitata dell’ambiente.[3]

## Stile
Lo stile di Baciccia Scano è influenzato dalla tradizione pittorica rinascimentale, in particolare dalla scuola di Raffaello Sanzio. Le sue opere sono caratterizzate da composizione armonica, colori luminosi e una profonda spiritualità.

## Allievi
Tra i suoi allievi più noti vi è Angelino Balistreri, che apprese da lui la tecnica dell'affresco, e che durante la seconda guerra mondiale operò come agente segreto al servizio degli Alleati.